# Chen Zunrong
Chen Zunrong (né le 1er octobre 1962 à Quanzhou, Fujian, Chine populaire) est un athlète chinois, spécialiste du saut en longueur.

## Biographie
Vainqueur des Jeux asiatiques de 1990, il remporte la médaille d'or du saut en longueur lors des championnats d'Asie 1991, à Kuala Lumpur, avec la marque de 8,10 m. 
Il atteint la finale des championnats du monde de 1991 en terminant 11ème et celle des Jeux olympiques de 1992 en terminant 10ème. 
Il se classe troisième de la coupe du monde des nations 1992 . 

### Palmarès
| Date | Compétition                | Lieu         | Résultat | Performance |
| ---- | -------------------------- | ------------ | -------- | ----------- |
| 1986 | Jeux asiatiques            | Séoul        | 3e       | 7,80 m      |
| 1989 | Championnats d'Asie        | New Delhi    | 2e       | 7,88 m      |
| 1990 | Jeux asiatiques            | Pékin        | 1er      | 8,04 m      |
| 1991 | Championnats d'Asie        | Kuala Lumpur | 1er      | 8,10 m      |
| 1991 | Championnats du monde      | Tokyo        | 11e      | 7,92 m      |
| 1992 | Jeux asiatiques            | Barcelone    | 10e      | 7,75 m      |
| 1992 | Coupe du monde des nations | La Havane    | 3e       | 7,84 m      |

### Records
| Épreuve          | Performance | Lieu     | Date       |
| ---------------- | ----------- | -------- | ---------- |
| Saut en longueur | 8,36 m      | Shizuoka | 5 mai 1992 |